# 井源
井源（？—1449年），明朝驸马都尉，顺德府邢台县人，大理评事井田之子，明仁宗的女儿嘉兴公主的丈夫。

## 生平
洪熙元年（1425年），明仁宗命嘉兴公主下嫁井源。
正统六年（1441年），紫禁城三大殿工成，王振请明英宗阅武。井源弯弓跃马，三发三中。
正统十四年（1449年），明英宗亲征瓦剌，遣驸马都尉井源等四将军统兵四万先行。
同年八月戊申，明英宗在大同听说驸马都尉井源战败，八月壬戌，在土木堡发生土木之变，明英宗被也先俘虏，井源阵亡。
及後，追封钜鹿侯，谥荣愍，弟弟井濙嗣为锦衣卫指挥佥事。